# 145732 Kanmon
145732 Kanmon este un asteroid din centura principală de asteroizi.

## Descriere
145732 Kanmon este un asteroid din centura principală de asteroizi. A fost descoperit pe 21 februarie 1995 la Kuma Kogen de Akimasa Nakamura. Asteroidul prezintă o orbită caracterizată de o semiaxă mare de 2,58 ua, o excentricitate de 0,15 și o înclinație de 3,7° în raport cu ecliptica.